# Madagascar nos Jogos Olímpicos de Verão de 1992
Madagascar competiu nos Jogos Olímpicos de Verão de 1992 em Barcelona, Espanha.
O país retornou às Olimpíadas após perder os Jogos Olímpicos de Verão de 1988.

## Resultados por Evento

### Atletismo
400 m com barreiras masculino
- Hubert Rakotombelontsoa
  - Eliminatórias — 51.54 (→ não avançou)

Maratona masculina
- Alain Klerk Razahasoa — 2:41.41 (→ 81º lugar)

Salto triplo masculino
- Toussaint Rabenala
  - Classificatória — 16.84 m (→ não avançou)

### Boxe
Peso Mosca-ligeiro (– 48 kg)
- Anicet Rasoanaivo
  - Primeira Rodada — Perdeu para Song Chol (PRK), KO-2

Peso Pena (– 57 kg)
- Heritovo Rakotomanga

### Natação
50 m livre feminino
- Bako Ratsifandrihamanana
  1. Eliminatórias – 28.22 (→ não avançou, 43º lugar)

100 m costas feminino
- Bako Ratsifandrihamanana
  1. Eliminatórias – 1:17.77 (→ não avançou, 38º lugar)

### Tênis
Simples feminino
- Dally Randriantefy
  1. Primeira Rodada – Perdeu para Patricia Hy-Boulais (Canadá) 2-6, 1-6

- Natacha Randriantefy
  1. Primeira Rodada – Perdeu para Helena Sukova (Tchecoslováquia) 0-6, 1-6

Women's Doubles Competition
- Natacha Randriantefy e Dally Randriantefy
  1. Primeira Rodada — Perdeu para Conchita Martinez e Arantxa Sanchez-Vicario (Espanha) 0-6, 0-6